# 2015년 1월
| 2015년: 1월 · 2월 · 3월 · 4월 · 5월 · 6월 · 7월 · 8월 · 9월 · 10월 · 11월 · 12월 |

| <          | 2015년 1월 | 2015년 1월   | 2015년 1월 | 2015년 1월 | 2015년 1월 | >          |
| 일         | 월         | 화           | 수         | 목         | 금         | 토         |
|            |            |              |            | 1 11.11    | 2 12 무인  | 3 13 기묘  |
| 4 14 경진  | 5 15 신사  | 6 16 임오    | 7 17 계미  | 8          | 9 19 을유  | 10 20 병술 |
| 11 21 정해 | 12 22 무자 | 13 23 기축   | 14 24 경인 | 15 25 신묘 | 16 26 임진 | 17 27 계사 |
| 18 28 갑오 | 19 29 을미 | 20 12.1 병신 | 21 2 정유  | 22 3 무술  | 23 4 기해  | 24 5 경자  |
| 25 6 신축  | 26 7 임인  | 27 8 계묘    | 28 9 갑진  | 29 10 을사 | 30 11 병오 | 31 12 정미 |

| - 1월 1일 - 울리히 베크 - 1월 4일 - 장성환 - 1월 8일 : 스리랑카 대선 - 1월 11일 : 크로아티아 대선 2차전 - 1월 20일 : 잠비아 대선 - 1월 25일 : 코모로 총선 - 1월 25일 : 그리스 총선 편집하기 |

## 2015년 1월 31일 (토요일)
선거
- 2015년 이탈리아 대통령 선거에서 이탈리아 민주당의 세르기오 마타렐라가 당선되었다.

전쟁
- 소말리아 내전에서 알샤바브 대원 40여 명이 사살되었다.

스포츠
- 2015년 AFC 아시안컵 결승에서 오스트레일리아가 대한민국을 2대 1로 누르고 우승하였다.

## 2015년 1월 25일 (일요일)
선거
- 2015년 그리스 총선에서 급진좌파연합이 과반수 의석을 차지했다.

## 2015년 1월 23일 (금요일)
부고
- 사우디아라비아 국왕 압둘라 빈 압둘아지즈 알사우드가 사망하고, 이복동생 살만 빈 압둘아지즈 알사우드가 왕위를 계승했다.

## 2015년 1월 20일 (화요일)
전쟁
- 예멘 수도인 사나가 시아파 무장단체 후티에게 함락되었다.

## 2015년 1월 18일 (일요일)
사건사고
- 충청남도 천안의 한 부탄가스 공장에서 화재가 발생했다. 이 화재 상황에서 인명피해는 없었다.

## 2015년 1월 16일 (금요일)
사건사고
- 강원도 횡성군 공근면 공근리에 있는 중앙고속도로 부산방면 345KM 지점에서 43중 연쇄 추돌사고가 발생해 19명이 부상당했다.

## 2015년 1월 14일 (수요일)
사건사고
- 인천광역시 부평구 부개동에 있는 어린이집에서 보육교사 25살 김 모 씨가 색칠 공부 선긋기와 한글 공부를 제대로 하지 못했다는 이유로 4살반 원생을 심하게 폭행하는 사건이 발생했다.

## 2015년 1월 13일 (화요일)
사건사고
- 경기도 안산시 살인범 김상훈, 처의 전남편 집에 침입해 인질극을 벌이고 살해한 사건.

사회
- 경기도 양주시의 아파트에서 화재가 발생해 2명이 사망하고 3명이 부상당했다.[깨진 링크( 과거 내용 찾기])]

IT
- 마이크로소프트에서 윈도우 7, 윈도우 서버 2008, 윈도 서버 2008 R2의 메인스트림 지원을 중단했다.

## 2015년 1월 12일 (월요일)
국제
- 아르메니아 귬리에서 러시아 군인의 학살로 7명이 사망했다.

## 2015년 1월 11일 (일요일)
선거
- 크로아티아 대통령 선거 2차전이 치러졌다.

사회
- 프랑스 파리에서 테러를 규탄하는 대규모 시위가 벌어졌다. 이 시위에는 일부 국가 정상들도 참석했다.

## 2015년 1월 10일 (토요일)
사회
- 경기도 의정부시의 대봉그린아파트에서 대형화재가 발생하여 4명이 사망하고 120여명이 부상당했다.

사건사고
- 충청북도 청주시 흥덕구의 도로에서 피의자가 강 아무개씨를 치고 달아났다.

## 2015년 1월 8일 (목요일)
선거
- 마이트리팔라 시리세나가 대통령 선거에서 승리했다.

사건사고
- 인천광역시 연수구 송도국제도시에 있는 모 어린이집에서 보육교사가 네살배기 아이를 폭행하는 사건이 발생했다.

## 2015년 1월 7일 (수요일)
사건사고
- 프랑스의 풍자신문 〈샤를리 엡도〉 본사에 복면괴한 세 명이 난입하여 자동화기를 난사해 12명이 사망하고 11명이 다쳤다.

## 2015년 1월 3일 (토요일)
군사 분쟁
- 보코 하람이 나이지리아의 바가에서 대학살을 일으켜 2,000명을 살해했다.

## 2015년 1월 2일 (금요일)
사건사고
- 말레이시아와 태국을 덮쳤던 홍수가 끝났다.

## 2015년 1월 1일 (목요일)
국제
- 리투아니아가 19번째 유로존 회원국이 되었다.